# Cens rus (2002)
El cens rus de 2002 (rus Всеросси́йская пе́репись населе́ния 2002 го́да) fou el primer cens de la Federació russa elaborat de 9 d'octubre a 16 d'octubre, 2002. Va ser elaborat pel Servei Federal Rus d'Estadístiques Estatals (Rosstat).

## Ciutadania
Els participants del cens havien de respondre de quin país (o països) eren ciutadans. Dels censats, 142.442.000 respongueren ser ciutadans russos, d'ells 44.000 també afirmaren ser ciutadans d'un altres país.
Entre la població resident de Rússia, hi ha 1.025.413 residents estrangers i 429.881 apàtrides.
|               | Ciutadans de...       |         |
| ------------- | --------------------- | ------- |
| CIS           |                       | 906.314 |
|               | Armènia               | 136.841 |
|               | Azerbaidjan           | 154.911 |
|               | Belarús               | 40.330  |
|               | Geòrgia               | 52.918  |
|               | Kazakhstan            | 69.472  |
|               | Kirguizstan           | 28.843  |
|               | República de Moldàvia | 50.988  |
|               | Tadjikistan           | 64.165  |
|               | Turkmenistan          | 6.417   |
|               | Ucraïna               | 230.558 |
|               | Uzbekistan            | 70.871  |
| Altres països |                       | 119.099 |
|               | Afganistan            | 8.221   |
|               | Bulgària              | 2.262   |
|               | Xina                  | 30.598  |
|               | Estònia               | 1.066   |
|               | Finlàndia             | 285     |
|               | Alemanya              | 1.329   |
|               | Grècia                | 612     |
|               | Índia                 | 5.351   |
|               | Israel                | 1.016   |
|               | Letònia               | 2.864   |
|               | Lituània              | 4.583   |
|               | Síria                 | 1.230   |
|               | Turquia               | 4.991   |
|               | EUA                   | 1.361   |
|               | Vietnam               | 22.545  |
| Apàtrides     |                       | 429.881 |

1.269.023 persones no informaren sobre la seva nacionalitat.

## Llengües parlades
Entre les preguntes fetes hi havia "Sou competent per a parlar rus?" (Владеете ли Вы русским языком?) i "En quines altres llengües sou competent?" (Какими иными языками Вы владеете?). Com deia el manual, "competència" (владение) volia dir capacitat per a parlar, llegir o escriure una llengua, no sols l'habilitat de parlar-la- Les preguntes no feien distinció entre parlants nadius i no nadius ni distingien entre els graus de domini de la llengua. Per a nens petits, presumiblement, la pregunta era basada en la llengua o les llengües parlades pels pares.
142,6 milions (98,3%) dels que respongueren afirmaren ser competents en rus. Altres afirmaren en altres llengües (més de 500.000) llistades tot seguit: 
| Llengua                   | Parlants (milions) |
| ------------------------- | ------------------ |
| Anglès                    | 6,95               |
| Tàtar                     | 5,35               |
| Alemany                   | 2,90               |
| Ucraïnès                  | 1,81               |
| Txetxè                    | 1,33               |
| Txuvaix                   | 1,33               |
| Armeni                    | 0,91               |
| Àvar                      | 0,78               |
| Francès                   | 0,71               |
| Àzeri                     | 0,67               |
| Mordovià (moksha o erzya) | 0,61               |
| Kabardí                   | 0,59               |
| Kazakh                    | 0,56               |
| Darguà                    | 0,50               |

1,42 milions no van donar cap informació sobre la llengua.
Per a més detalls, vegeu Llista de llengües de Rússia.